# Виля Клара (провинция)
Виля Клара е провинция на Куба в централната част на страната. Населението е 777 500 жители (по приблизителна оценка от декември 2019 г.), а площта 8412,41 кв. км. Административен център е Санта Клара. Разположена е в часова зона UTC-5. В северната част на провинцията се намират плантациите за захарна тръстика от които Куба произвежда голяма част от захарта – най-важната суровина в миналото за страната, а сега втора заедно с тютюна след туризма.